# Donata Kinzelbach
Donata Kinzelbach (* 1955 in Gerolstein) ist eine deutsche Verlegerin.
Sie studierte Komparatistik in Mainz und gründete dort 1987 den Verlag Donata Kinzelbach, der sich auf die Herausgabe von Literatur aus dem Maghreb spezialisiert hat.

## Ehrungen
- 2000: Muhammad-Nafi-Tschelebi-Preis für „ihr gesamtes Lebenswerk, das darauf ausgerichtet ist, interkulturell zu wirken, Impulse zu setzen und Brücken der Verständigung zu bauen“
- 2008: Verdienstkreuz am Bande der Bundesrepublik Deutschland „für über 20 Jahre Vermittlung zwischen Kulturen und Kulturkreisen“